# 会津鉄道AT-700形気動車
会津鉄道AT-700形気動車 （あいづてつどうAT-700がたきどうしゃ）は、2010年（平成22年）に1両が製造された会津鉄道の気動車である。本項では2010年（平成22年）に2両が製造された同型でトイレ付きの会津鉄道AT-750形気動車（あいづてつどうAT-750がたきどうしゃ）についてもあわせて記載する。

## 概要
会津鉄道では名古屋鉄道から購入したキハ8500系による「AIZUマウントエクスプレス」を2002年（平成14年）3月から運行していたが、8500系の走行装置は特急用に設計されたもので、低速域（変速段）での運転が多い会津鉄道では変速機油の温度上昇によるブルカン継手用高弾性ダンパーゴムの劣化が早期に進行した。このため新型車両を投入して置き換えることとなり、それにあたって導入されたのが本系列である。
転換クロスシートが採用されたAT-600形・AT-650形からさらに内装がグレードアップされ、JRの特急列車並みの回転リクライニングシートを装備している。

## 構造

### 車体

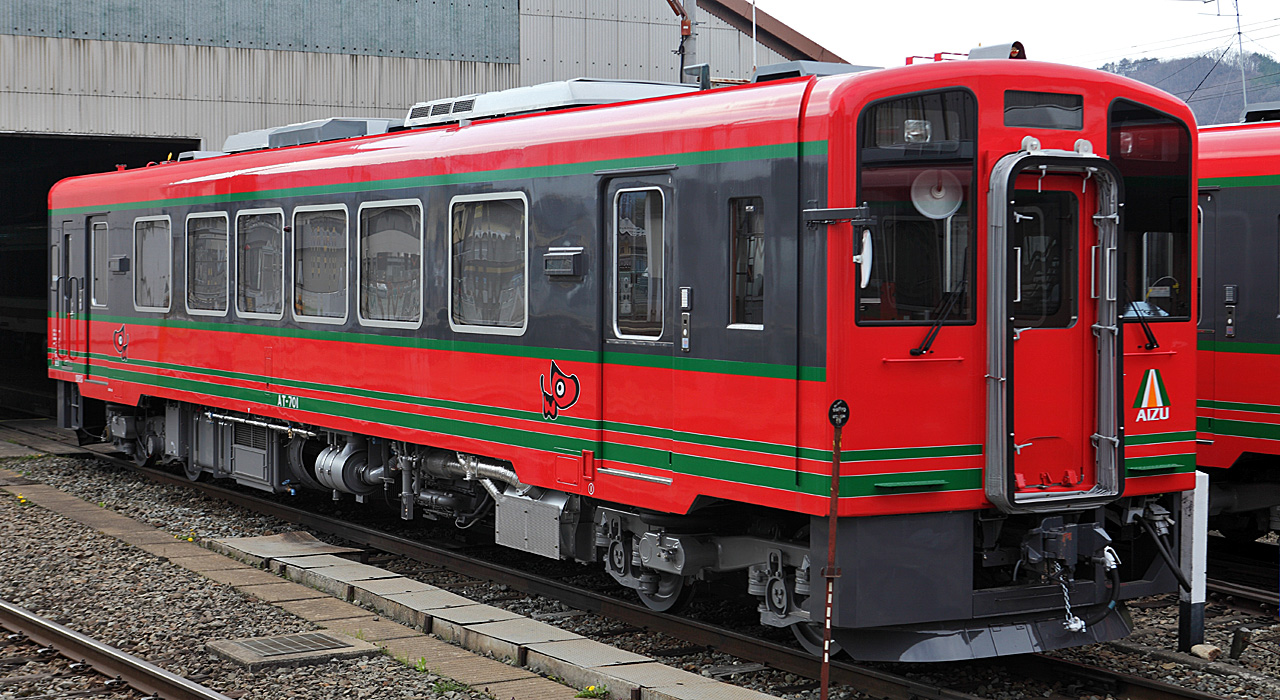
AT-701

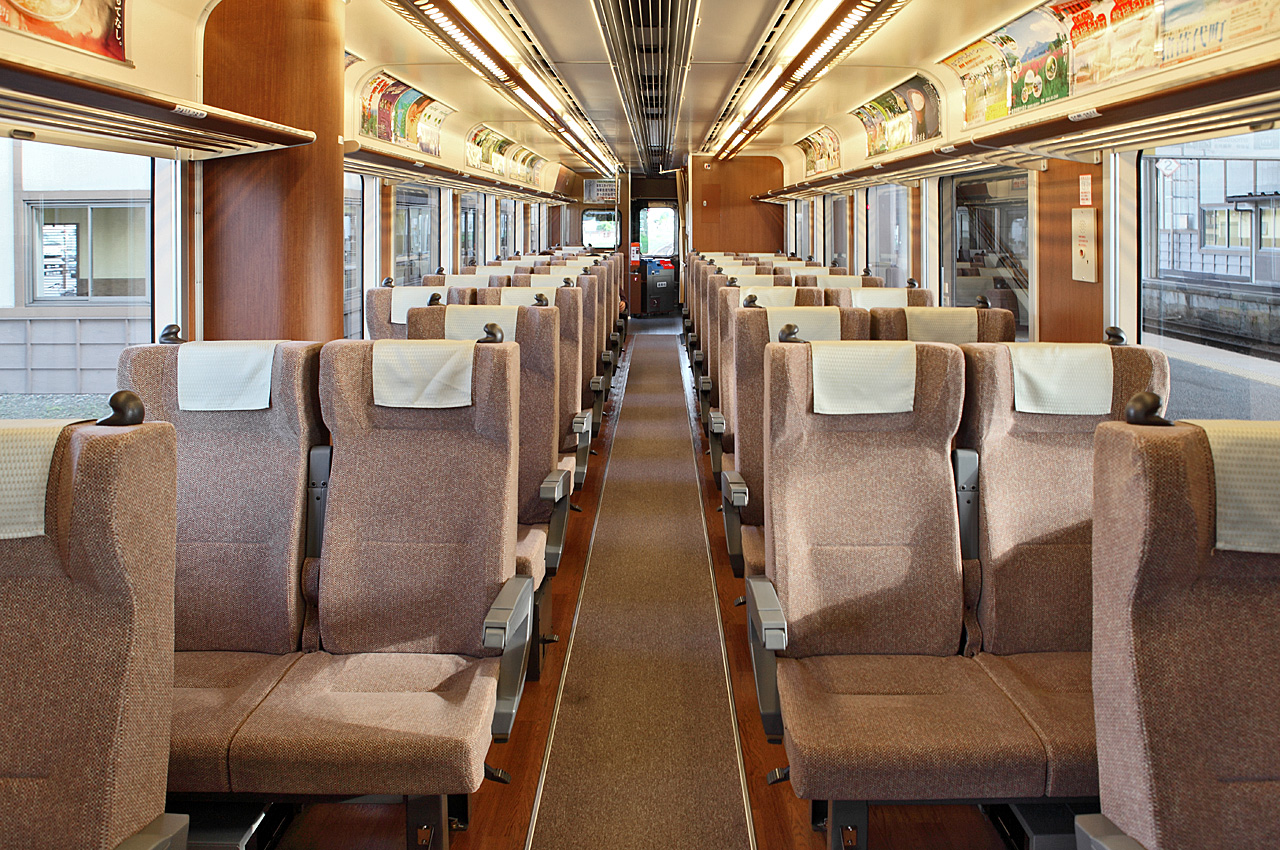
AT-750形の車内

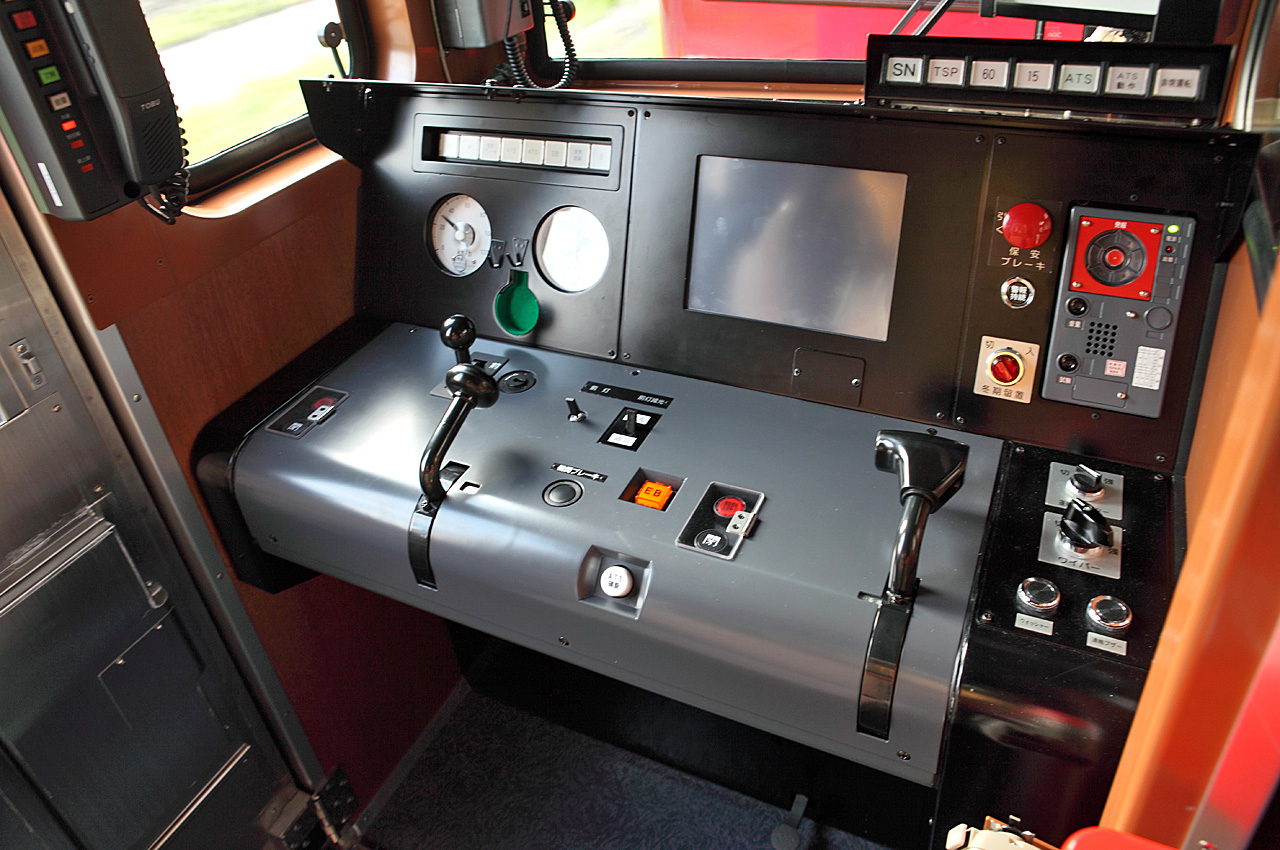
運転席

新潟トランシス製の地方交通線用気動車NDCをベースとする。車体の基本寸法はAT-500形・AT-600に準じ、乗務員室は左隅式で、正面に貫通扉が設けられた。塗装は会津の伝統陶芸である漆塗をイメージした深みのある赤となっている。
ワンマン運転対応設備が設けられ、客用扉は幅1,000 mmのものが運転室直後に1か所、反対側の小窓一枚を挟んだ車端にもう1か所、乗務員扉は運転席側にのみ設けられた。扉間には幅1,200 mmの合わせ強化ガラスを使用した固定窓6組が設置されたが、戸袋部に窓はなく、AT-750形ではトイレのある側の窓が一組少なくなっている。
車内は鬼怒川温泉駅で連絡する東武鉄道の特急列車並みの居住性を提供するため、和の空間を基調とした茶系の内装に全席回転式リクライニングシートとなり、11列が設けられた。客用扉直近の1列と、排気管脇の1列、トイレ出入口前の2列は1人掛け、それ以外は通路を挟んで両側に2人掛けの座席が設置された。NDCの構体はロングシート車/クロスシート車共に共通で、ゆったりとした着座姿勢での眺望を重視した設計のキハ8500系と比べると、座面、窓框共にかなり高いため、バー形のフットレストを設けた上で座席自体を高くしている。窓の配置と寸法も他のNDCと共通のため、シートピッチと窓柱の位置が揃っていない。共通天井は平天井とされ、室内灯を2列配置するとともに冷房冷気をダクトから吹き出すようになっている。照明は直管蛍光灯で、光色は電球色となっている。

### 走行装置

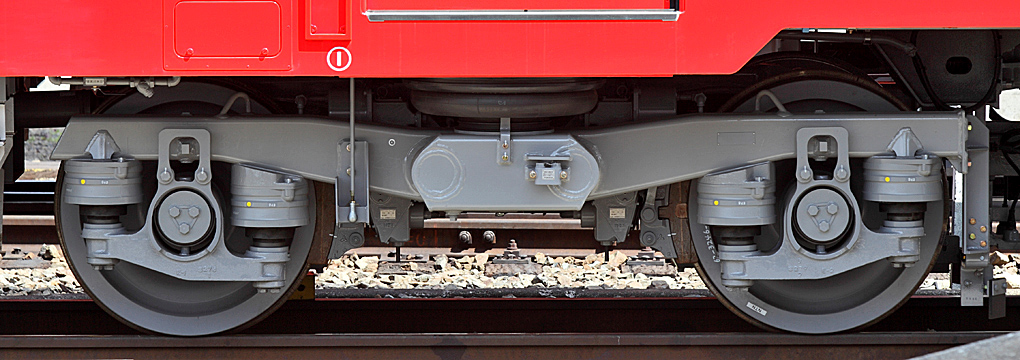
NF01DD台車

エンジンは、 カミンズ製直列横形6気筒N14Rディーゼルエンジン（定
格出力309 kW / 2,000 rpm）を1基搭載、動力はTACN-33-1603液体変速機（変速1段、直結3段）を介して台車に伝達される。前位側台車は動台車NF01DD、後位側は従台車NF01DTで、いずれもボルスタレス空気ばね式である。制動装置は電気指令式空気式のユニットブレーキが採用され、動台車には駐車ブレーキ兼用の保安ブレーキが設置された。多重伝送による制御が採用され、省配線化がはかられた。製造時から保安装置としてATS-SNを装備していたが、AT-701とAT-751は2011年（平成23年）3月に、AT-752は2012年（平成24年）3月にATS-PSに交換されている。

### 空調装置
暖房装置はエンジン冷却水の排熱を利用した温風式である。冷房装置はR134a冷媒を使用した能力19.8 kW（17,000 kcal/h）機関直結式のもの2基が搭載された。

## 車歴
| 車両番号 | 製造      | 廃車 |
| -------- | --------- | ---- |
| 701      | 2010年5月 | -    |
| 751      | 2010年5月 | -    |
| 752      | 2010年5月 | -    |

## 運用
キハ8500系に代わって、2010年（平成22年）5月30日から会津若松駅 - 鬼怒川温泉駅間の快速「AIZUマウントエクスプレス」として運用を開始した。土休日はJR磐越西線喜多方駅まで乗り入れる。2012年（平成24年）3月17日からは東武日光駅まで運転区間が拡大されたが、2022年3月改正で取りやめられた。AT-500形、AT-600形との併結運転が可能である。

### 雑誌記事
- 『鉄道ピクトリアル』通巻840号「鉄道車両年鑑2010年版」（2010年10月・電気車研究会）
  - 会津鉄道（株）運輸部運輸課 川原田宏「会津鉄道 AT700・750形」 pp. 145-146
  - 「民鉄車両諸元表」 pp. 185-187

- 『鉄道ピクトリアル』通巻855号「鉄道車両年鑑2011年版」（2011年10月・電気車研究会）
  - 岸上 明彦「2010年度民鉄車両動向」 pp. 123-154
  - 「各社別新造・改造・廃車一覧」 pp. 210-222

- 『鉄道ピクトリアル』通巻868号「鉄道車両年鑑2012年版」（2012年10月・電気車研究会）
  - 岸上 明彦「2011年度民鉄車両動向」 pp. 86-119
  - 「各社別新造・改造・廃車一覧」 pp. 220-231

### Web資料
- “会津鉄道AT-700形が定期列車に併結される”.   railf.jp (2010年9月26日). 2017年3月19日閲覧。
- “"AIZUマウントエクスプレス"、東武日光への乗入開始”.   railf.jp (2012年3月19日). 2017年3月19日閲覧。